# Valence-sur-Baïse
Valence-sur-Baïse este o comună în departamentul Gers din sudul Franței. În 2009 avea o populație de 1.201 de locuitori.

## Evoluția populației
| An        | 1975  | 1982  | 1990  | 1999  | 2006  | 2009  |
| --------- | ----- | ----- | ----- | ----- | ----- | ----- |
| Populație | 1.256 | 1.216 | 1.157 | 1.151 | 1.193 | 1.201 |